# Ophiomyia secunda
Ophiomyia secunda är en tvåvingeart som beskrevs av Spencer 1969. Ophiomyia secunda ingår i släktet Ophiomyia och familjen minerarflugor. Inga underarter finns listade i Catalogue of Life.